# Самолвовская волость

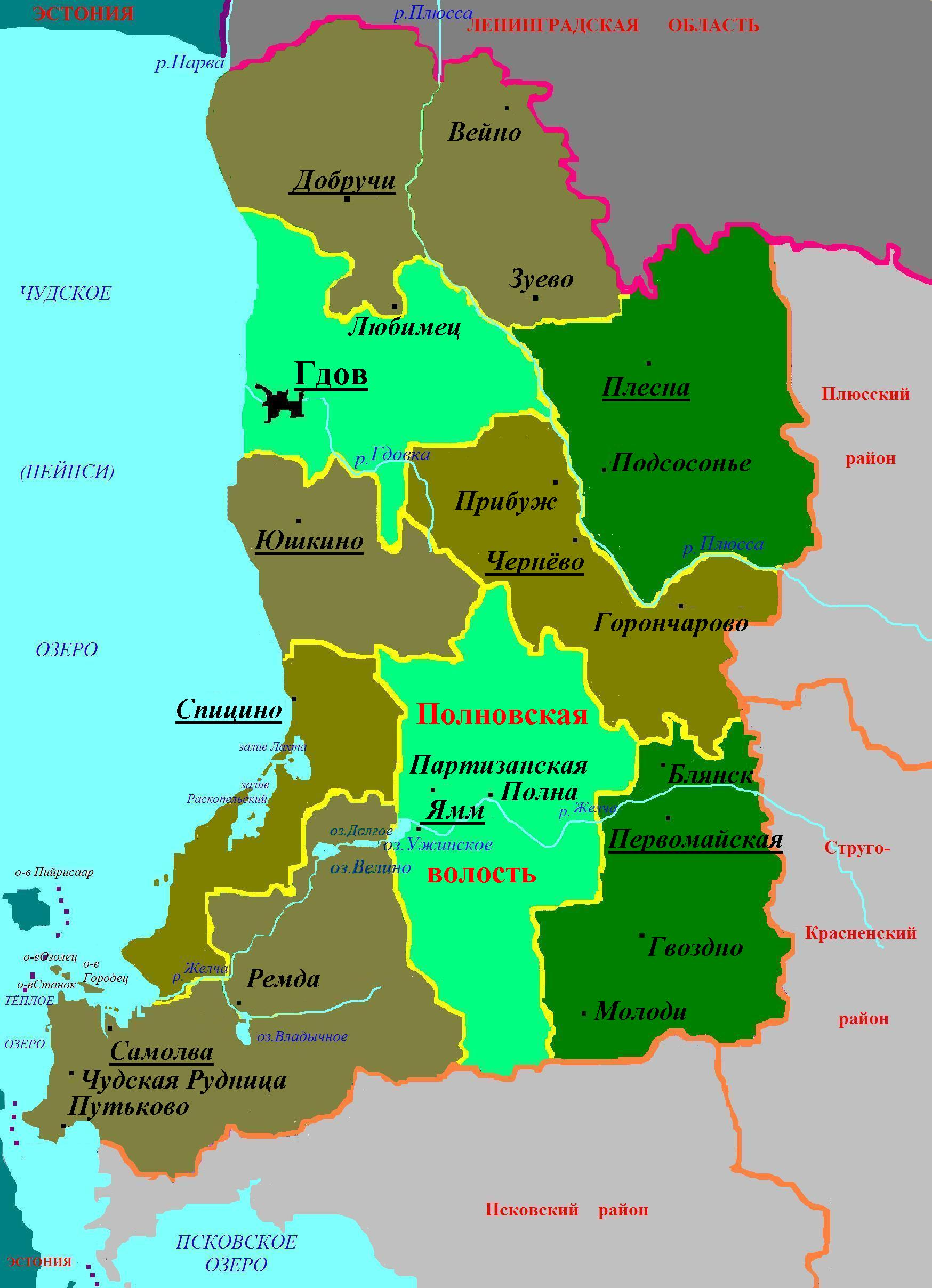
Административное деление Гдовского района в 2006-2015

Самолво́вская волость — административно-территориальная единица 3-го уровня и муниципальное образование со статусом сельского поселения в Гдовском районе Псковской области России.
Административный центр — деревня Самолва — находится на крайнем юго-западе района, на берегу Псковско-Чудского озера.

## География
Территория волости граничит на севере со Спицинской волостью, на востоке — с Полновской волостью Гдовского района, на юге — с Псковским районом, на западе омывается водами Чудского, Тёплого и Псковского озёр Псковско-Чудского озёрного комплекса и граничит по воде с Эстонией.
Крупнейшие озёра волости: Велино (1,6 км², глубиной до 16,7 м), Владычное или Ремда (1,3 км², глубиной до 8 м), Долгое (0,7 км², глубиной до 13 м), Белое или Низовское или Бельское к северо-востоку от д. Низовицы (0,7 км², глубиной до 2,6 м), Белое или Заозерье (0,6 км², глубиной до 3,2 м), Туренское (0,6 км², глубиной до 5,5 м, бассейн реки Чёрная), Плоткино (0,4 км², глубиной до 4,2 м), Плоское (0,3 км², глубиной до 2,7 м), Городище (0,3 км², глубиной до 4,9 м). Относятся в основном к бассейну реки Желча.
В состав волости входят острова: Городец, Станок, Озолец, Горушка и ряд других, в том числе остров Вороний, рядом с которым произошло Ледовое побоище 1242 года.

## Население
| 2002 | 2010 | 2012 | 2013 | 2014 | 2015 | 2016 |
| ---- | ---- | ---- | ---- | ---- | ---- | ---- |
| 526  | ↗666 | ↗672 | ↘644 | ↘613 | ↘586 | ↘570 |
| 2017 | 2018 | 2019 | 2020 | 2021 |      |      |
| ↘552 | ↘536 | →536 | ↘522 | ↘390 |      |      |

## Населённые пункты
В состав Самолвовской волости входит 31 населённый пункт (деревня):
| №  | Населённый пункт | Тип     | Население, чел. |
| -- | ---------------- | ------- | --------------- |
| 1  | Великуша         | деревня | ↘23             |
| 2  | Ветеря 1         | деревня | ↘7              |
| 3  | Ветеря 3         | деревня | ↘17             |
| 4  | Вязовицы         | деревня | ↘0              |
| 5  | Гашково          | деревня | ↘9              |
| 6  | Гологляг         | деревня | ↘1              |
| 7  | Голодуша         | деревня | ↘5              |
| 8  | Горка            | деревня | ↘7              |
| 9  | Гребенёво        | деревня | ↘13             |
| 10 | Заболотье        | деревня | →5              |
| 11 | Замошье          | деревня | ↗6              |
| 12 | Заходы           | деревня | ↘4              |
| 13 | Казаковец        | деревня | →0              |
| 14 | Кобылье Городище | деревня | ↘14             |
| 15 | Козлово          | деревня | ↘19             |
| 16 | Кола             | деревня | →3              |
| 17 | Коровье Село     | деревня | ↘6              |
| 18 | Луг              | деревня | ↘16             |
| 19 | Низовицы         | деревня | ↘46             |
| 20 | Новоселье        | деревня | ↘2              |
| 21 | Озера            | деревня | ↘14             |
| 22 | Ореховцы         | деревня | ↘12             |
| 23 | Остров           | деревня | ↘1              |
| 24 | Пископово        | деревня | ↘2              |
| 25 | Пнёво            | деревня | →9              |
| 26 | Путьково         | деревня | ↘18             |
| 27 | Ремда            | деревня | ↘109            |
| 28 | Самолва          | деревня | ↘210            |
| 29 | Таборы           | деревня | ↘13             |
| 30 | Чудская Рудница  | деревня | ↘72             |
| 31 | Чудские Заходы   | деревня | ↘7              |

## История
В 1927—1958 годах территория современной волости входила в Серёдкинский район, который включал в том числе Самолвовский сельсовет. В ноябре 1928 года в Самолвовский сельсовет был включён упразднённый Пнево-Заходский сельсовет.
Указом Президиума Верховного Совета РСФСР от 16 июня 1954 года в Самолвовский сельсовет был включён упразднённый Ремдовский сельсовет.
Указом Президиума Верховного Совета РСФСР от 14 января 1958 года Серёдкинский район был упразднён, при этом Самолвовский сельсовет был включён в Гдовский район.
Решением Псковского облисполкома от 19 января 1971 года из Самолвовского сельсовета был вновь выделен Ремдовский сельсовет.
Постановлением Псковского областного Собрания депутатов от 26 января 1995 года все сельсоветы в Псковской области были переименованы в волости, в том числе Самолвовский сельсовет был превращён в Самолвовскую волость.
1 января 2006 года, согласно Закону Псковской области от 28 февраля 2005 года № 420-ОЗ, было образовано также муниципальное образование Самолвовская волость со статусом сельского поселения в составе муниципального образования Гдовский район со статусом муниципального района, при этом в состав Самолвовской волости была включена упразднённая Ремдовская волость.